# Imadegawa-dōri
Pour les articles homonymes, voir Imadegawa.
L'Imadegawa-dōri (今出川通, Imadegawa-dōri) est une importante voie marquant la limite entre le centre et le nord de Kyoto, dans les arrondissements de Kita, Kamigyō et Sakyō. Orientée est-ouest, elle commence au Hōnen'in-dōri, devant le Ginkaku-ji et termine juste après Badai-dōri, devant la station Ryōanji (en) du tramway de Kyoto. Parmi les lieux importants que la rue traverse sont le canal du lac Biwa et sa promenade du philosophe, l'université de Kyoto, le fleuve Kamo, le jardin du palais impérial, Kamishichiken, et le sanctuaire Kitano Tenman-gū entre autres.
La route préfectorale 101 (ja) se trouve presque entièrement sur la rue. Elle est notamment desservie par la station éponyme du métro de Kyoto. La partie à l'est du fleuve Kamo est appelée Higashi'imadegawa-dōri (東今出川通, Higashi'imadegawa-dōri).

## Description

### Situation

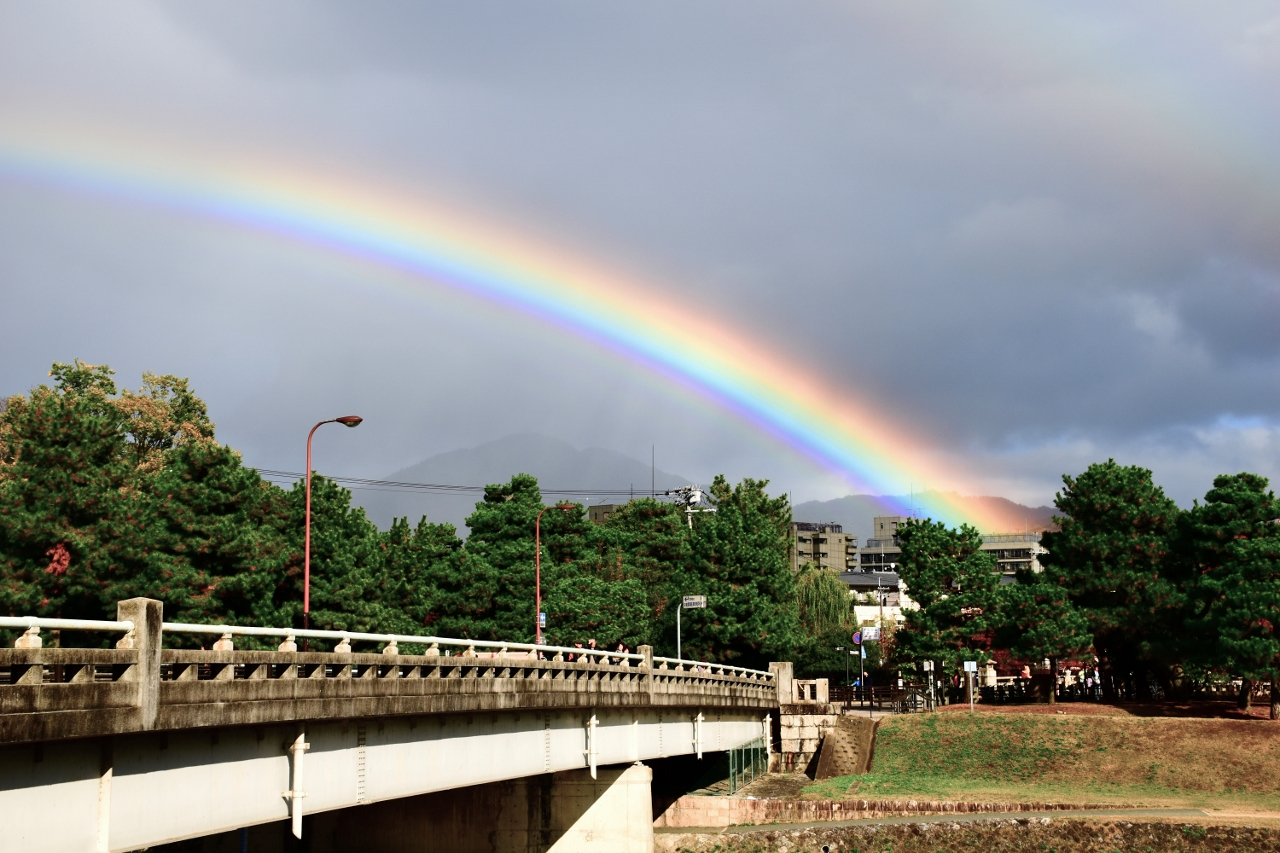
Vue du mont Hiei depuis Imadegawa-dōri sur le grand pont du Kamo.

L'Imadegawa-dōri est une rue situé au sud-ouest de l'arrondissement de Kita, au nord de celui de Kamigyō, et au centre de celui de Sakyō. La rue commence devant le Ginkaku-ji à l'est, à la limite est du continuum urbain de Kyoto, et termine à l'ouest dans le quartier de Tōji'in'nishi-chō (等持院西町), juste après la station Tōjiin Université de Ritsumeikan (en) du tramway de Kyoto,. La partie est du fleuve Kamo, après le grand pont du Kamo (賀茂大橋), qui porte la rue, est aussi appelée « Higashi'imadegawa-dōri », littéralement « Imadegawa-est ». Elle précède l'Itsutsuji-dōri (五辻通) au nord et suit le Motoseiganji-dōri (元誓願寺通), le Nakasuji-dōri (中筋通) et l'Ishiyakushi-dōri (石薬師通) au sud.
La circulation se fait dans les deux sens, avec une largeur normale de quatre voies, cinq si l'on compte les tourne-à-droite aux carrefours, mais après Nishiōji, le nombre de voies est coupé de moitié, car le tramway circule sur la rue. La rue fait environ 7 000 mètres de long,. On trouve des aménagements cyclables sur la rue.

### Voies rencontrées
Liste des voies rencontrées,,. Les voies rencontrées de la droite sont mentionnées par (d), tandis que celles rencontrées de la gauche, par (g). Seules les rues portant un nom sont listées.
1. Hōnen'in-dōri (法然院通)
2. (g) Promenade du philosophe (哲学の道, Tetsugaku no michi?)
3. (d) Shirakawasosui-dōri (白川疎水通) / Kitashirakawasosui-dōri (北白川疎水通)
4. (g) Shishigatani-dōri (ja) (鹿ヶ谷通)
5. Shirakawa-dōri (ja) (白川通)[4]
6. (g) Kaguraoka-dōri (ja) (神楽岡通)
7. Shiga-goemichi (ja) (志賀越道)[4]
8. Higashiōji-dōri (ja) (東大路通)[4]
9. (d) Yanagi-dōri (柳通)
10. Marikōji-dōri (ja) (鞠小路通)[4]
11. Kawabata-dōri (ja) (川端通)[4]
12. Kawaramachi-dōri (en) (河原町通)[4]
13. Teramachi-dōri (en) (寺町通)
14. Nashinoki-dōri (梨木通)
15. (d) Tōnodan-dōri (塔ノ段通)
16. (d) Shōkokuji-dōri (相国寺通)[9]
17. Karasuma-dōri (en) (烏丸通)[4]
18. Muromachi-dōri (ja) (室町通)
19. Koromonotana-dōri (衣棚通)[4]
20. Shinmachi-dōri (ja) (新町通)[4]
21. Ogawa-dōri (小川通)[4]
22. Aburanokōji-dōri (ja) (油小路通)
23. Horikawa-dōri (ja) (堀川通)[4]
24. (d) Inokuma-dōri (ja) (猪熊通)
25. Ōmiya-dōri (en) (大宮通)[4]
26. Chiekōin-dōri (智恵光院通)
27. Jōfukuji-dōri (浄福寺通)
28. Senbon-dōri (ja) (千本通)[4]
29. Rokkenmachi-dōri (六軒町通)
30. Shichihonmatsu-dōri (ja) (七本松通)[4]
31. (d) Kamishichiken-dōri (上七軒通)
32. (g) Imakōji-dōri (今小路通)
33. (g) Nakadachiuri-dōri (中立売通)
34. Onmae-dōri (ja) (御前通)[4]
35. (d) Imakōji-dōri (今小路通)
36. (g) Tenjin-dōri (天神通)
37. Hirano-dōri (平野通)
38. Nishiōji-dōri (ja) (西大路通)
39. Sai-dōri (ja) (佐井通) [aussi appelée Kasuga-dōri (春日通)]
40. Badai-dōri (馬代通)

### Transports en commun

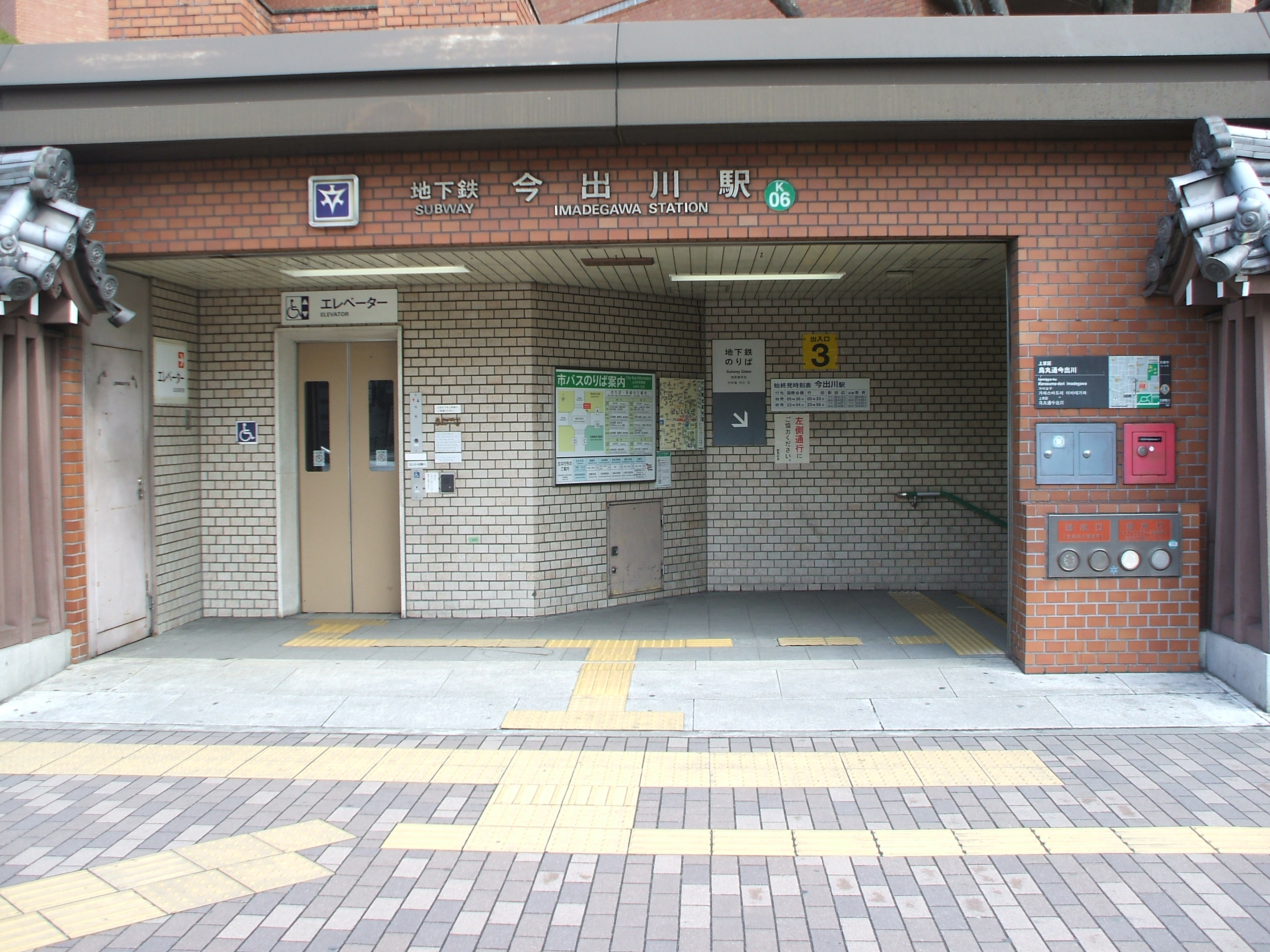
Entrée de la station de métro.

Les bus du réseau d'autobus de Kyoto (ja) passent sur la rue sur presque toute sa longueur, de Shishigatani à l'est à Badai à l'ouest. Les lignes importantes passant sur la rue sont la 201 et la 203,,. Les arrêts importants incluent de l'est vers l'ouest Ginkakuji-mae (銀閣寺前, ligne 32), au carrefour avec Shishigatani, Ginkakuji-michi (銀閣寺道, lignes 5, 17, 32, 203, 204), au carrefour avec Shirakawa, Hyakumanben (百万遍, lignes 3 , 17, 65, 201, 203, 206), au carrefour avec Higashiōji, Station Demachiyanagi (出町柳駅前, lignes 1, 3, 4, 17, 201, 203), au carrefour avec Kawabata, tout près de la gare de Demachiyanagi, Kawaramachi-Imadegawa (河原町今出川, lignes 1, 3, 4, 17, 37, 59, 201, 203, 205), au carrefour avec Kawaramachi, Karasuma-Imadegawa (烏丸今出川, lignes 51, 59, 201, 203), au carrefour avec Karasuma et avec correspondance avec la station de métro, Horikawa-Imadegawa (堀川今出川, lignes 9, 12, 51, 59, 67, 201, 203), au carrefour avec Horikawa, Senbon-Imadegawa (千本今出川, lignes 6, 10, 46, 51, 55, 59, 201, 203, 206), au carrefour avec Senbon, et Kitano Hakubai-chō (北野白梅町, lignes 10, 15, 26, 50, 51, 52, 55, 203, 204, 205, Express202, Express205), au carrefour avec Nishiōji, en correspondance avec la station de tramway.
Le métro de Kyoto dessert la rue, à la station Imadegawa, sur la ligne Karasuma.
L'ancien tramway de Kyoto circulait sur la rue de Senbon à l'ouest jusqu'à Karasuma à l'est, mais à son pic, il circulait de Nishiōji au temple Ginkaku-ji. Le service de l'ancien tramway a arrêté en 1978. L'actuel tramway de Kyoto circule sur la rue entre son extrémité ouest et Nishiōji-dōri. Les stations du nouveau tramway sur la rue sont Kitano-Hakubaichō (en) (北野白梅町駅), Tōjiin Université de Ritsumeikan (en) (等持院・立命館大学衣笠キャンパス前駅) et Ryōanji (en) (龍安寺駅). Au XXIe siècle, des études et des consultations sont organisées en vue d'une potentielle ligne de métro léger.

## Odonymie

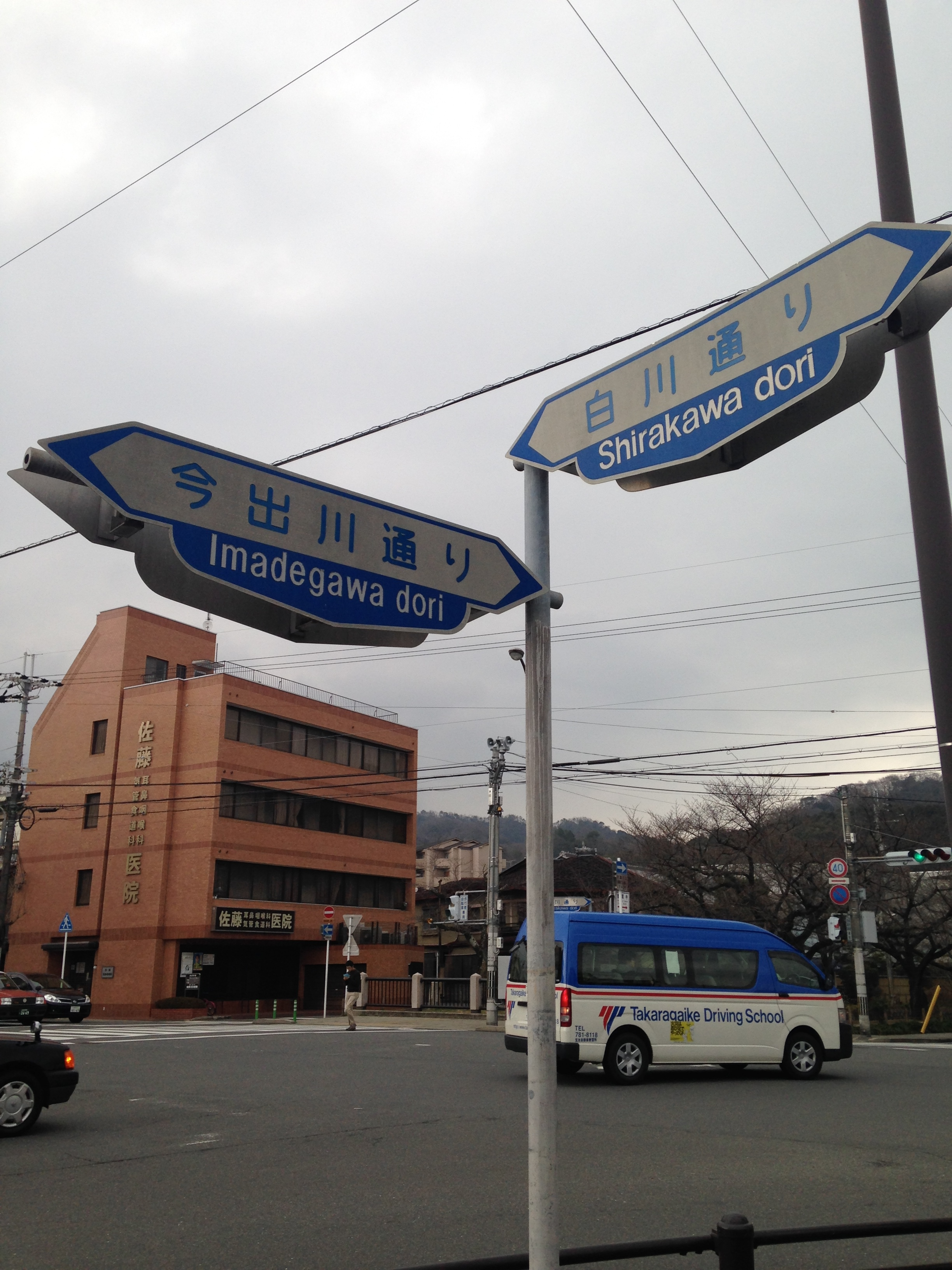
Plaques de rue du carrefour entre Imadegawa et Shirakawa.

Le nome « Imadegawa », qui signifie « rivière (川) qui vient (今) d'apparaître (出) » vient de l'ancienne rivière Imade (今出川), qui fait référence à la partie en aval de la Nakatsu (中津川). La Nakatsu, qui existe toujours, prend sa source dans le village de Kumogahata (ja) (雲ケ畑) au nord-ouest puis coule vers le sud est jusqu'à la confluence avec le fleuve Kamo et le fleuve Takano (ja) en rejoignant le Takano. Elle réapparaît plus au sud après la fusion entre le Kamo et le Takano et coule vers l'ouest. C'est cette partie qui était surnommée « Imade », car sa présence avait l'impression d'une « réapparition soudaine » de la Nakatsu,.

## Histoire

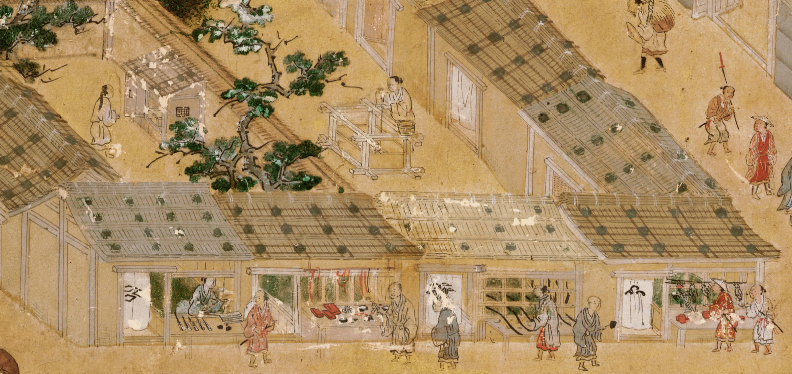
Maisons de ville traditionnelles sur la rue à l'époque de Muromachi.

Au Moyen Âge, la rue était appelée l'allée du Nord (北小路, Kita-kōji) et marquait le nord de la ville,. L'allée du Nord apparaît notamment dans une carte de la ville après la guerre d'Ōnin en 1477. L'allée du Nord ferait cependant seulement référence à la rue qui circulait à l'est de la rivière Hori (ja) (actuelle Horikawa-dōri) selon le Sanshū Meiseki-shi (山州名跡志). À l'époque d'Edo (1603-1868), la rue était surnommée avenue de la Capitale (都大路, Miyako-ōji). Elle était alors déjà plutôt large pour son époque.
Vers 1892, la rue s'étendait de Kawaramachi à l'est et terminait peu après Shinmachi à l'ouest,. Durant l'ère Meiji (1868-1912), dans le cadre des trois grands projets de Kyoto (ja) de Saigō Kikujirō (西郷 菊次郎, 1861-1928), deuxième maire de Kyoto, entre 1904 et 1911, particulièrement le projet de développement des rues et de l'introduction du tramway de Kyoto, Imadegawa-dōri est élargie et étendue entre Karasuma et Senbon pour atteindre sa largeur actuelle, pour faire passer l'ancien tramway de Kyoto (de). Le tramway commence à y circuler en 1912. On peut voir ce changement au carrefour avec Koromonotana-dōri, où se trouve un carrefour à trois voies, par lequel l'actuel Imadegawa bifurque vers le nord-ouest, tandis que l'ancien tronçon de la rue continue tout droit. En bifurquant vers le nord-ouest, Imadegawa-dōri a alors absorbé l'ancien Sumanomachi-dōri (須磨町通), entre Nakasuji-dōri et Itsutsuji-dōri,. Sumanomachi-dōri commençait à Ogawa-dōri et rejoignait Kamishichiken à l'ouest. Le nom « Imadegawa » est aussi attribué à cette époque à la rue, car la petite rivière se trouvait le long de la rue entre l'université Dōshisha à l'ouest et Kawaramachi-dōri à l'est,. Avec l'élargissement des voies, la rivière est canalisée sous des ponceaux, puis a été comblée en 1917,. Après l'extension du début de l'ère Taishō (1912-1926), la rue terminait alors à Onmae-dōri à l'ouest et Kamishichiken-dōri fait alors partie de la rue,.
Durant l'ère Shōwa (1926-1989) se déroule la seconde phase d'expansion de la rue. Dans les années 1930, plusieurs résidences sont démolies entre le fleuve Kamo et Hyakumanben (ja) (百万遍), maintenant le carrefour entre Imadegawa et Higashiōji, et en 1931, l'extension est, « Higashi'imadegawa-dōri » est créée, reliant la section à l'ouest, à Kawaramachi-dōri, au Yamanaka-goe (山中越), une rue déjà existante qui se rendait vers les montagnes de l'est. Le nom « Higashi'imadegawa-dōri » avait précédemment été attribuée à la rue légèrement au nord partant du pont Demachi (出町橋) jusqu'au Hōnen'in-dōri, en vue du prolongement d'Imadegawa. Cette rue est aujourd'hui appelée « Demachiyanagiekimae-dōri » (出町柳駅前通), ou « Yanagi-dōri » (柳通). Au carrefour avec Kawaramachi-dōri, la résidence de la famille Fushimi-no-miya (伏見宮) est notamment démolie pour faire passer la rue. En même temps, à l'ouest, la section d'Onmae-dōri à Badai-dōri est créée. La rue est déviée du Kamishichiken-dōri pour rejoindre cette nouvelle section durant les années 1950-60.

## Patrimoine et lieux d'intérêt
Au carrefour avec Shirakawasosui se trouve le restaurant de ramen Masutani, fondé en 1942 et où a été créé le ramen de graisse de porc (背脂ラーメン). Au carrefour avec Shiga-goemichi se trouve la porte principale de l'École supérieure d'Agriculture de l'université de Kyoto, enregistrée au registre du patrimoine culturel. On trouve de l'autre côté le mont Yoshida (ja) (吉田山), sur lequel se trouve le sanctuaire shinto Yoshida-jinja (吉田神社), fondé en 859. Du côté nord de la rue, à l'est de Higashiōji, se trouve une succursale des cafés Shinshindō (ja) (進々堂), très populaire à Kyoto, puis le temple bouddhiste Hakumanben Chion-ji (ja) (百萬遍知恩寺), fondé en 1212 et à l'origine du nom de l'intersection Hyakumanben. De l'autre côté de la rue se trouve le complexe de l'université de Kyoto, fondé en 1897 en tant que l'université impériale de Kyoto. À l'ouest de Marikōji se trouve le Seifu-sō (ja) (清風荘), propriété historique du premier ministre Saionji Kinmochi, construite en 1912 et actuellement possédé par l'université de Kyoto. En face se trouve le musée d'art de la maison d'édition Shibunkaku (ja) (思文閣出版), ouverte depuis 1975. Juste avant Kawabata se trouve le petit temple Shōjō-in (正定院), connu pour son toît en tuiles, et qui fait partie des « trois temples de Sunagawa » (砂川の三軒寺).

Lieux d'intérêts (section Shirakawa-Kawabata)
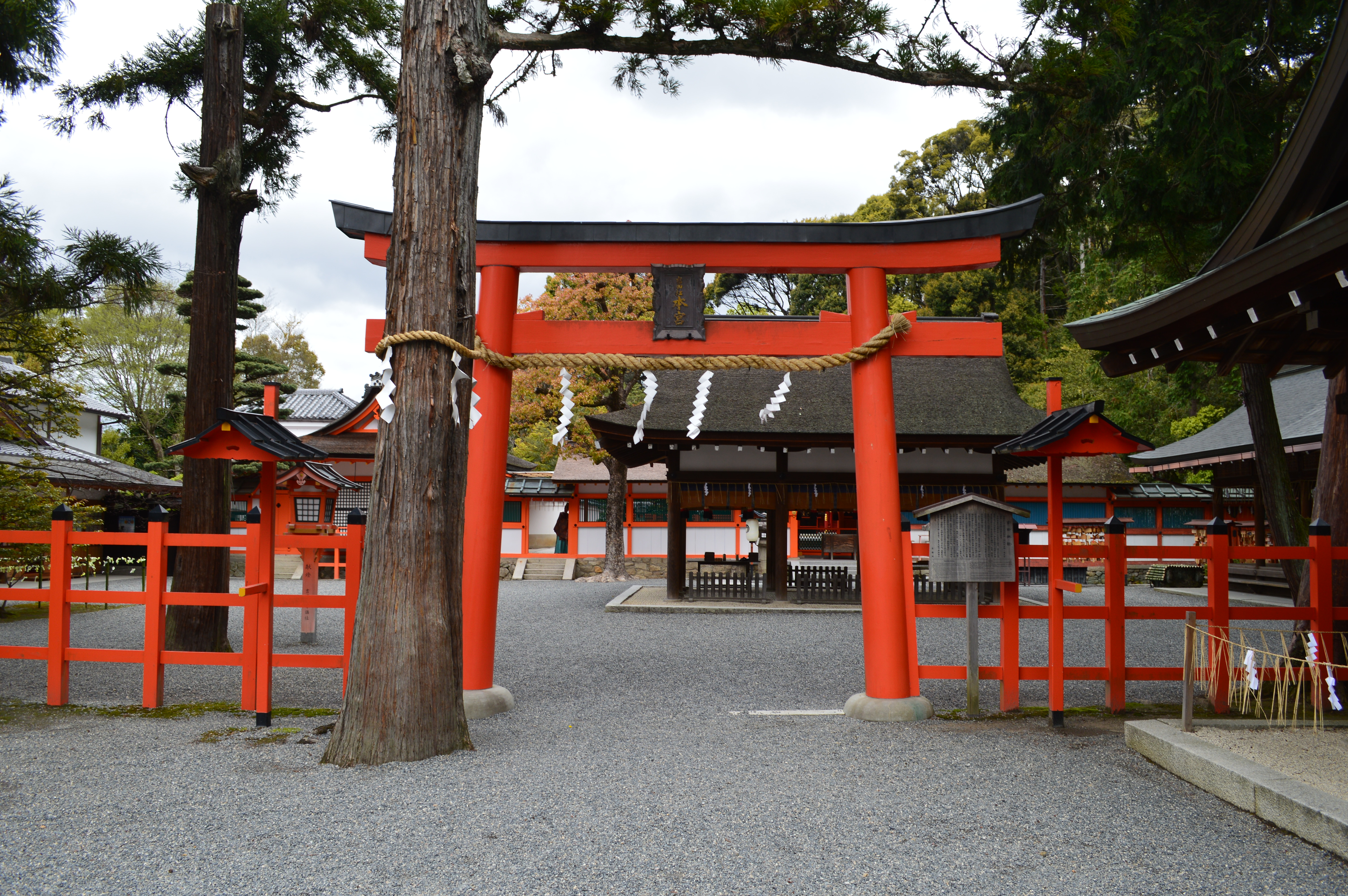
Sanctuaire Yoshida
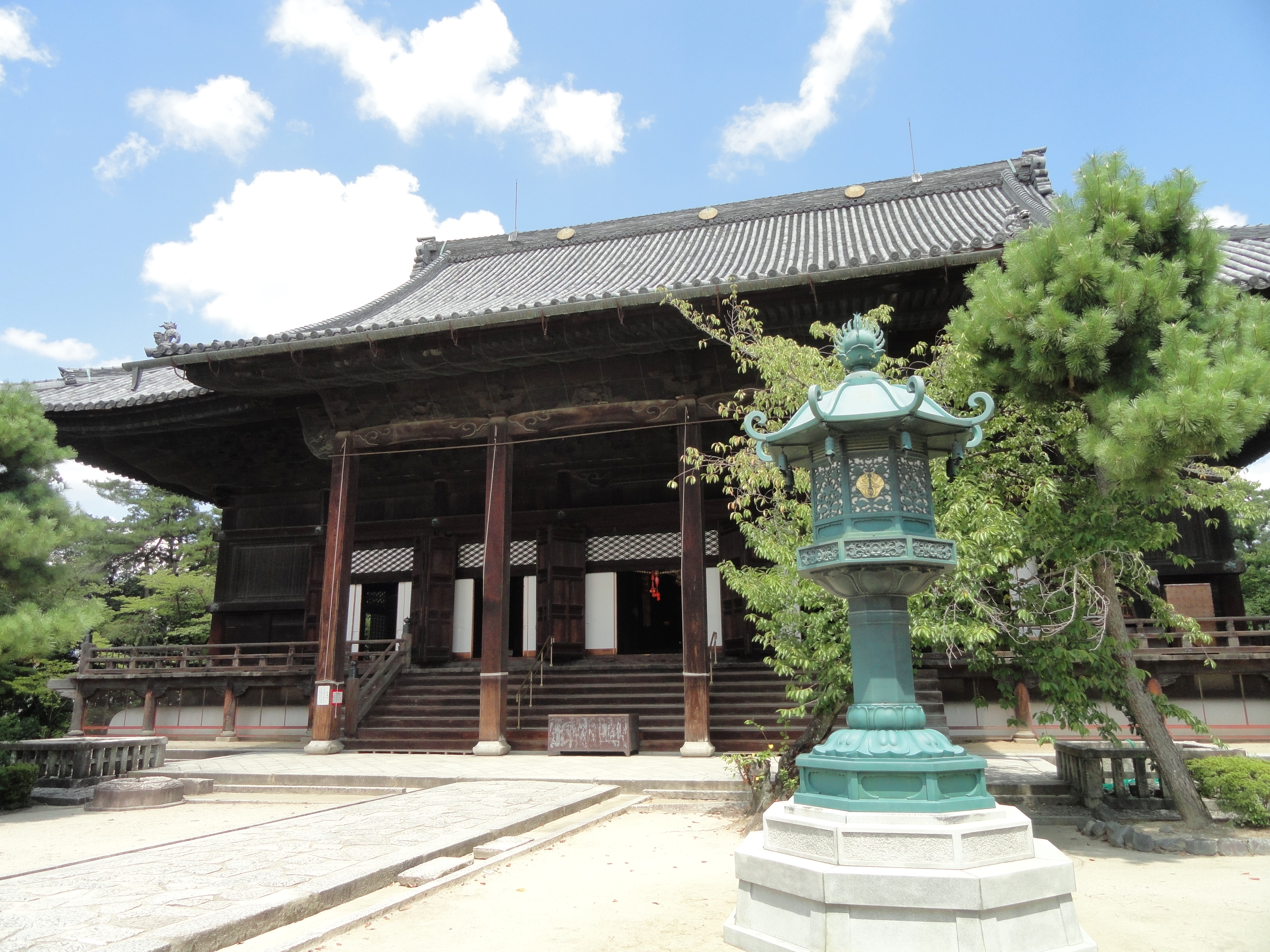
Bâtiment principal du Hyakumanben Chion-ji
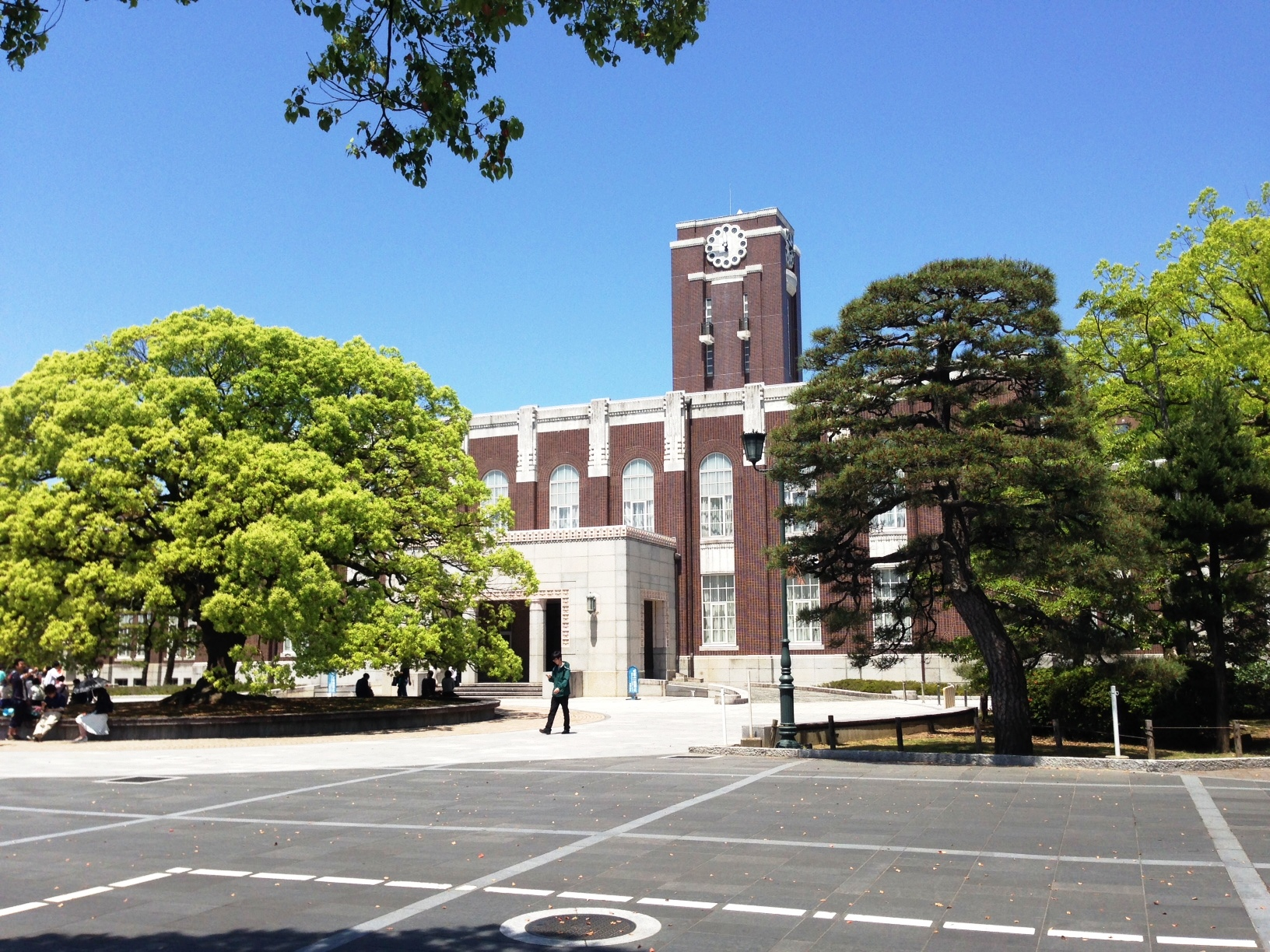
Tour à horloge de l'université de Kyoto

La rue traverse ensuite le fleuve Kamo et est portée par le grand pont du Kamo (賀茂大橋), construit en 1931. Juste après le pont, du côté sud, se trouve le Ryōtoku-ji (了徳寺), un des plus grands temples abandonnés de la ville, et où se dresse les ruines de la résidence des Fushimi-no-miya, qui a été détruite pour permettre l'extension de la rue vers l'est. Entre Tōnodan et Karasuma se trouve l'université Dōshisha, fondé en 1875, et connu pour ses nombreux bâtiments en briques d'allure occidentale. Sur le site de l'université se trouve aussi la résidence historique de la famille noble Reizei (冷泉家). De l'autre côté de la rue, sur toute la longueur entre Nashinoki et Karasuma, se trouve le jardin du Palais impérial, accessible par la porte Imadegawa (今出川御門). Au carrefour avec Koromonotana se trouve le bureau d'arrondissement de Kamigyō (上京区役所), construit en 1937. Plus loin, juste avant Horikawa, se trouve le sanctuaire shinto Shiramine-jingū (白峯神宮), de construction récente (1868). Dans ce secteur, les bâtiments sont plus vieux, car ils datent de l'ancienne rue Imadegawa, vers la fin du XIXe siècle. On trouve notamment la confiserie Nishitanidō (西谷堂), fondée en 1892.

Lieux d'intérêts (section Kawaramachi-Horikawa)
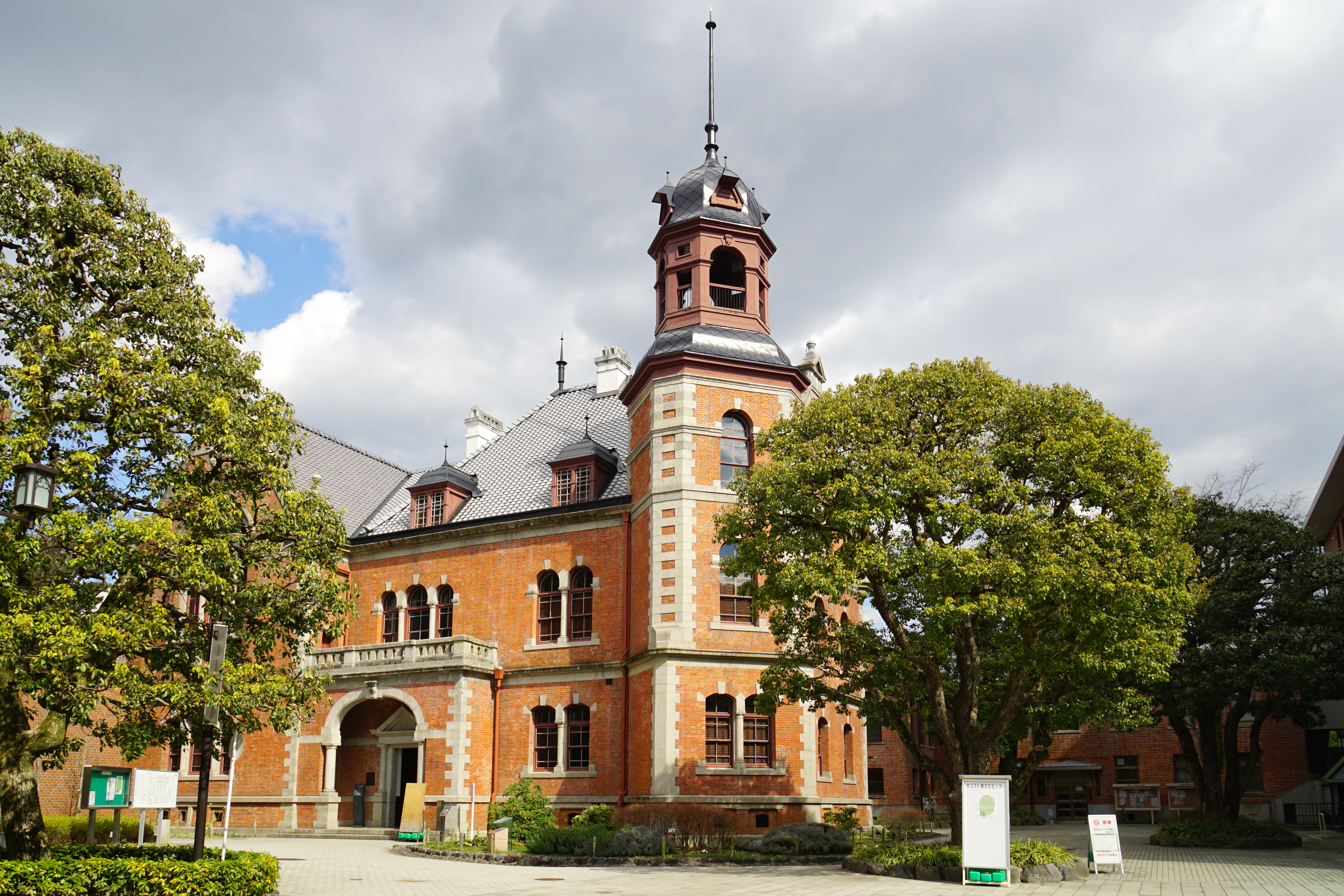
Bâtiment historique de l'université Dōshisha
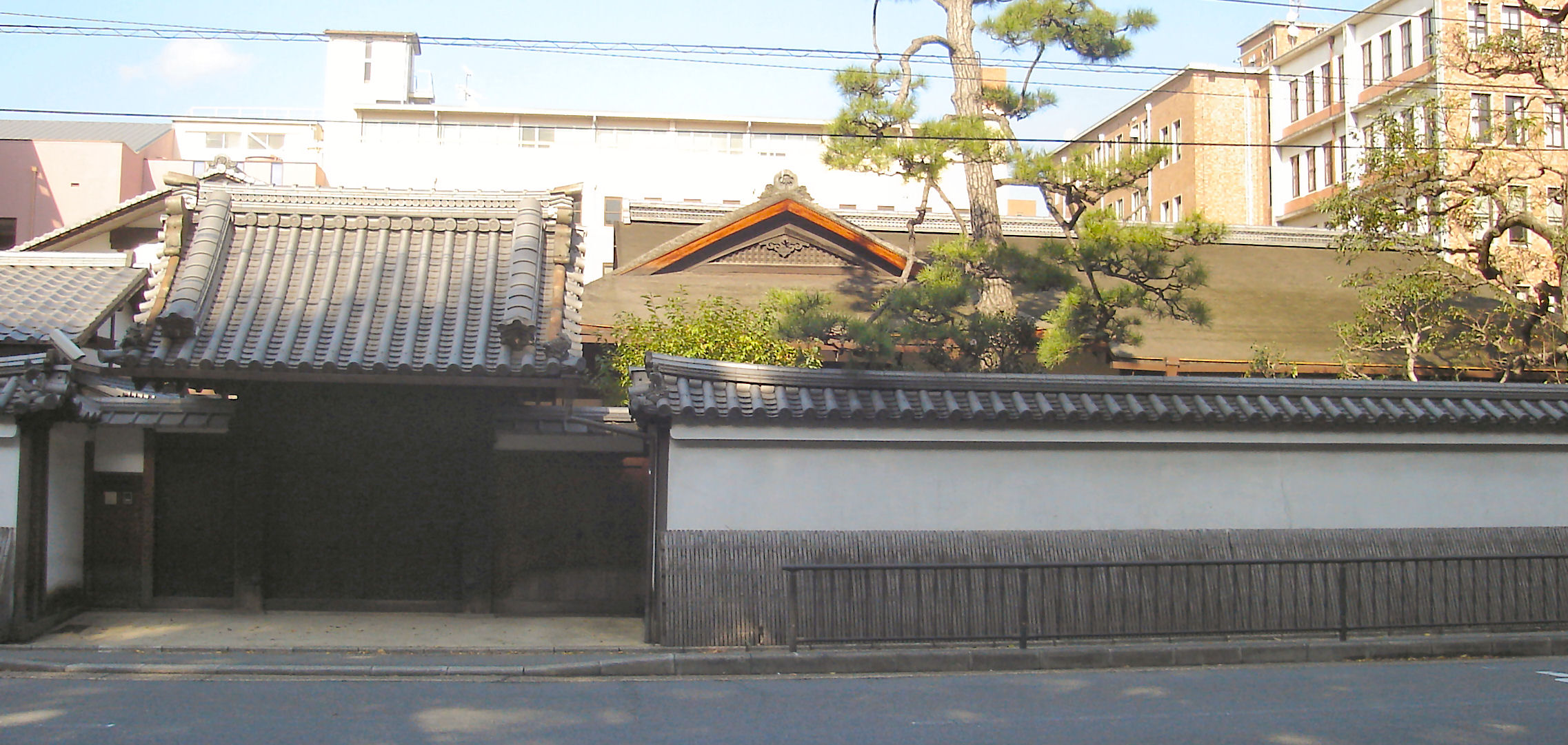
Résidence de la famille Reizei
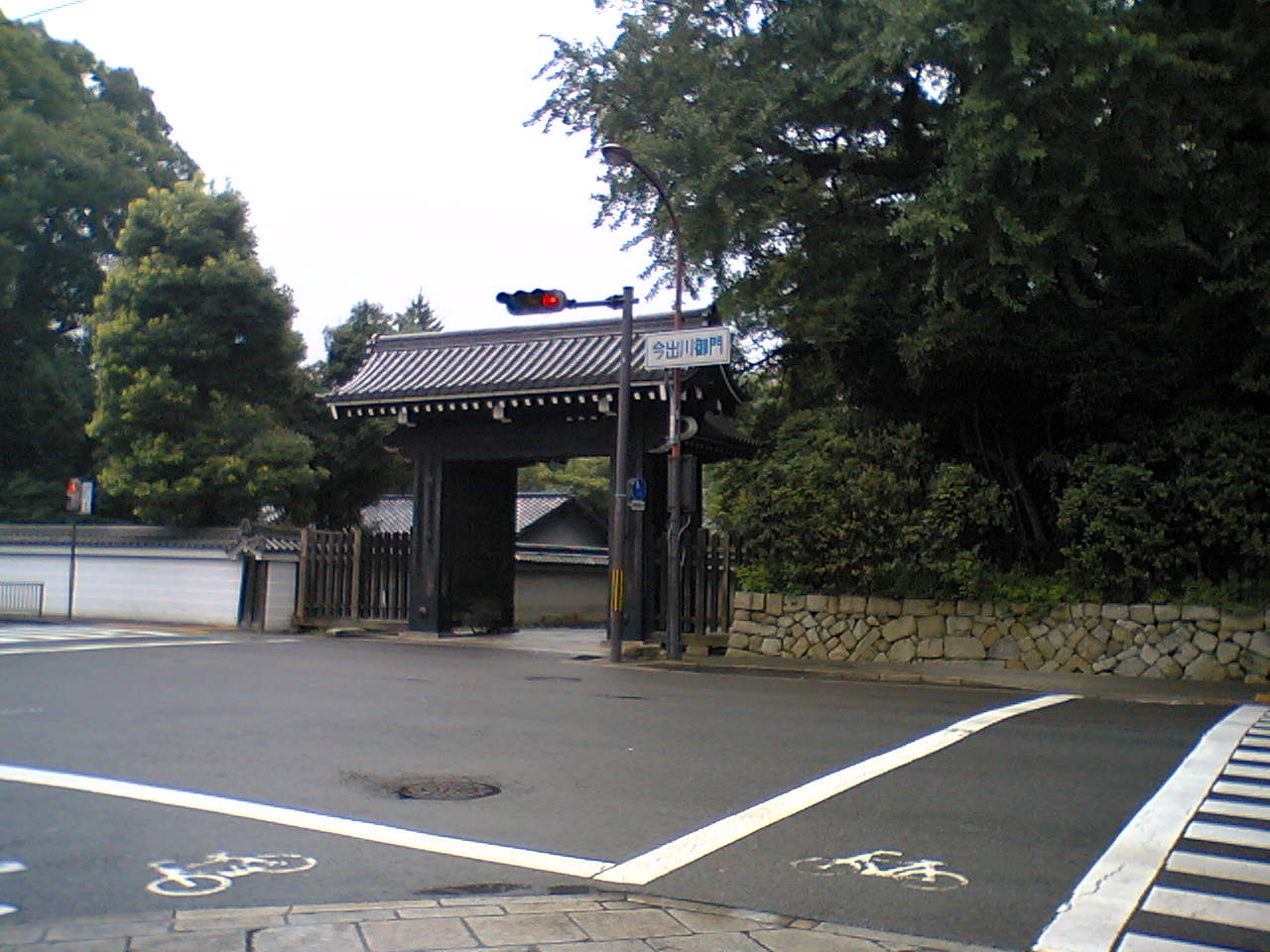
Porte Imadegawa du jardin impérial
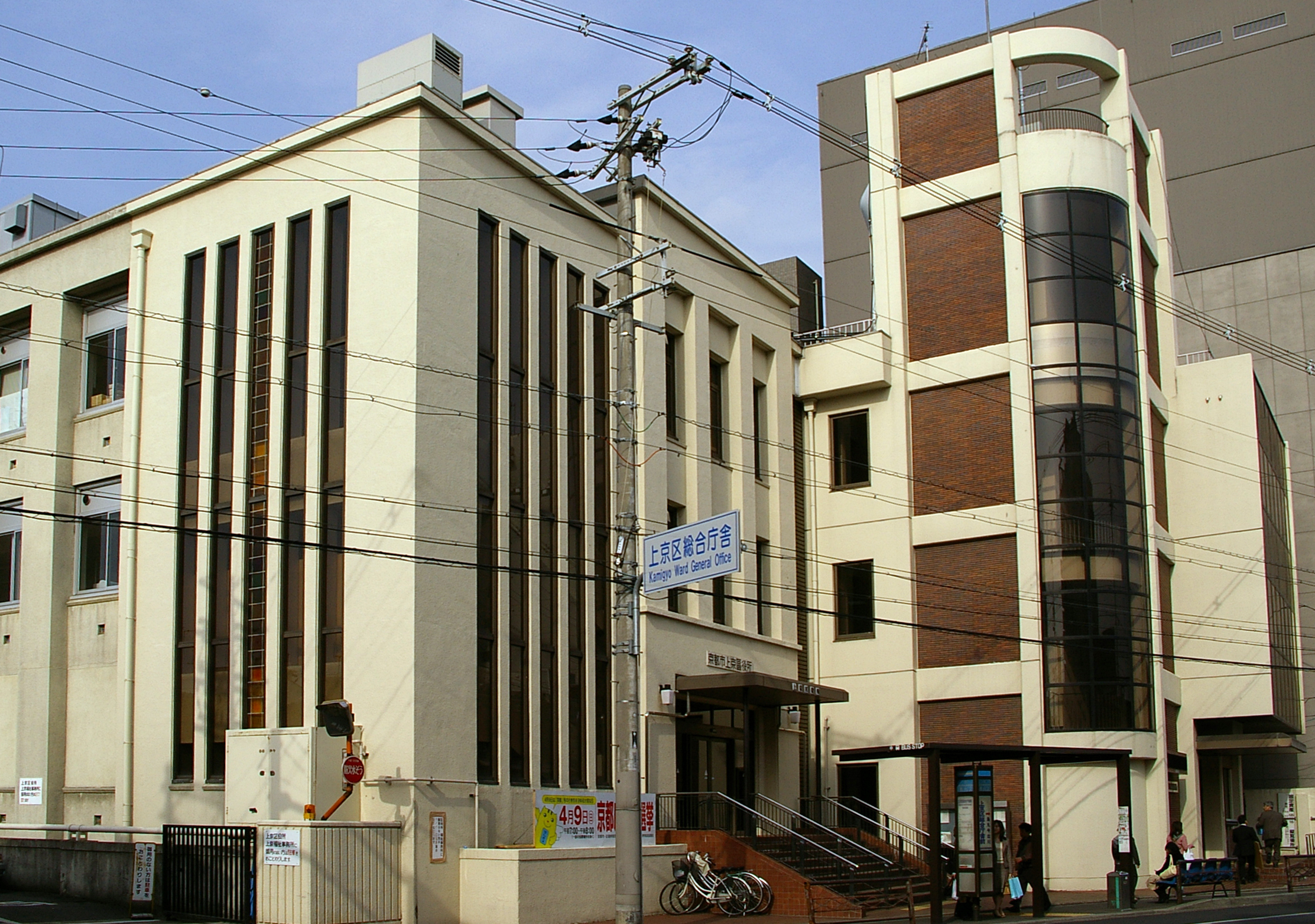
Bureau d'arrondissement
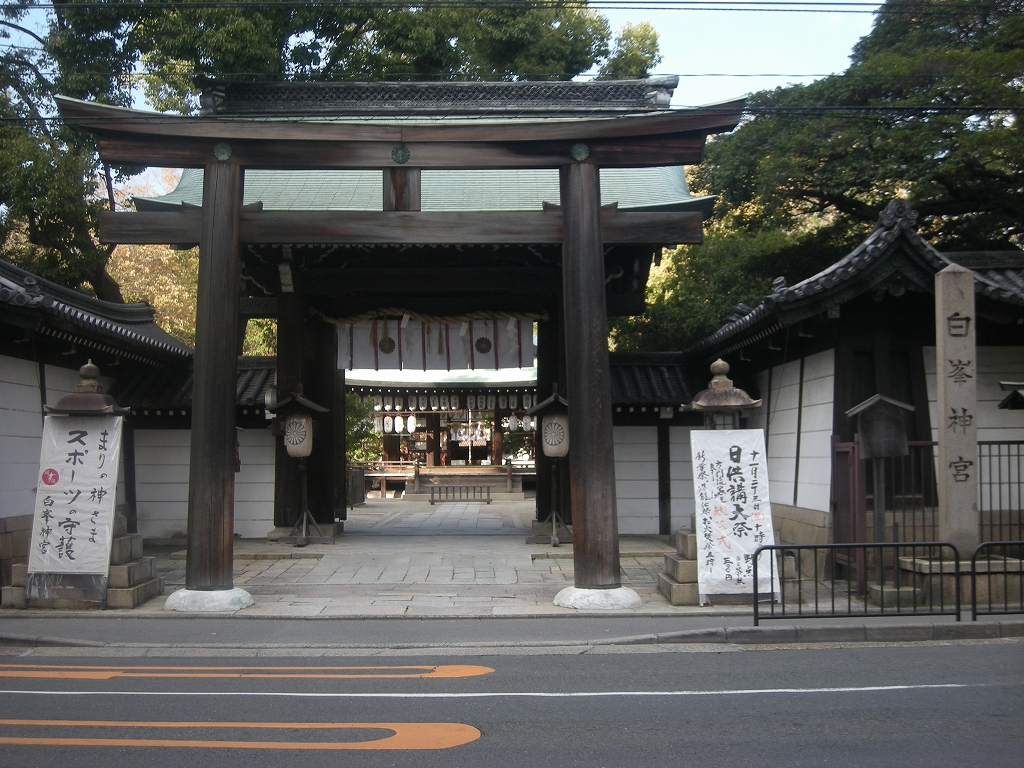
Shiramine-jingū

À l'ouest d'Inokuma se trouve le musée d'Archéologie de Kyoto (ja) (京都市考古資料館), où se trouve une stèle datant de 1914 commémorant le Nishijin, le quartier textile de la ville. Au carrefour avec Senbon se trouve l'ancien temple Hanjūin (ja) (般舟院), où l'on peut trouver la tombe de la princesse Shikishi Naishinnō, connue pour ses poèmes. Au carrefour avec Shichihonmatsu et Kamishichiken se trouve le quartier Kamishichiken (上七軒), un quartier de divertissement et ancien quartier chaud de la ville. Juste après y est situé le grand sanctuaire shinto Kitano Tenman-gū (北野天満宮). La confiserie Awaya (澤屋) y fabrique la friandise awamochi (ja) depuis 1682.

Lieux d'intérêts (section Horikawa-Badai)
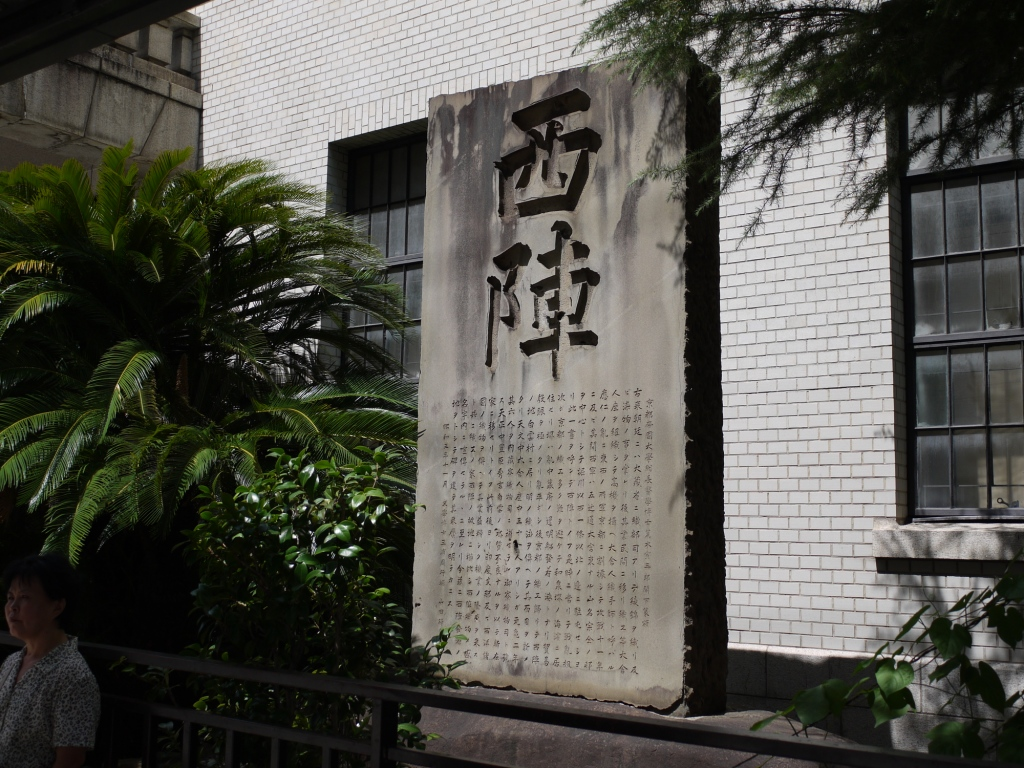
Stèle du Nishijin
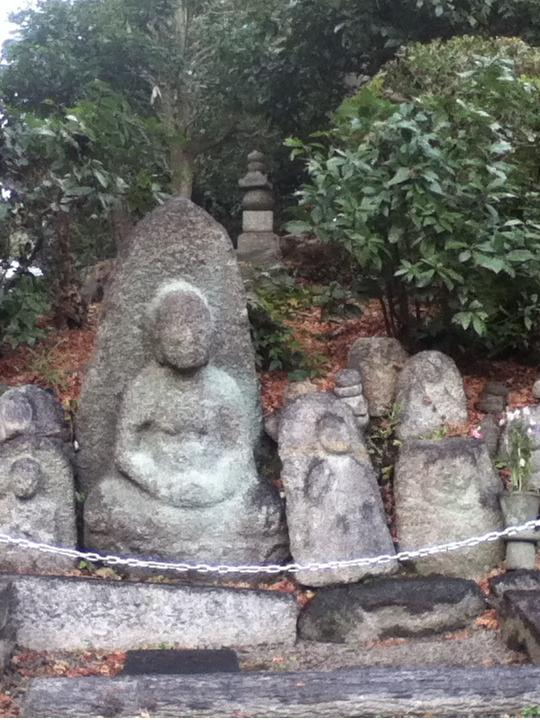
Statues au Hanjūin
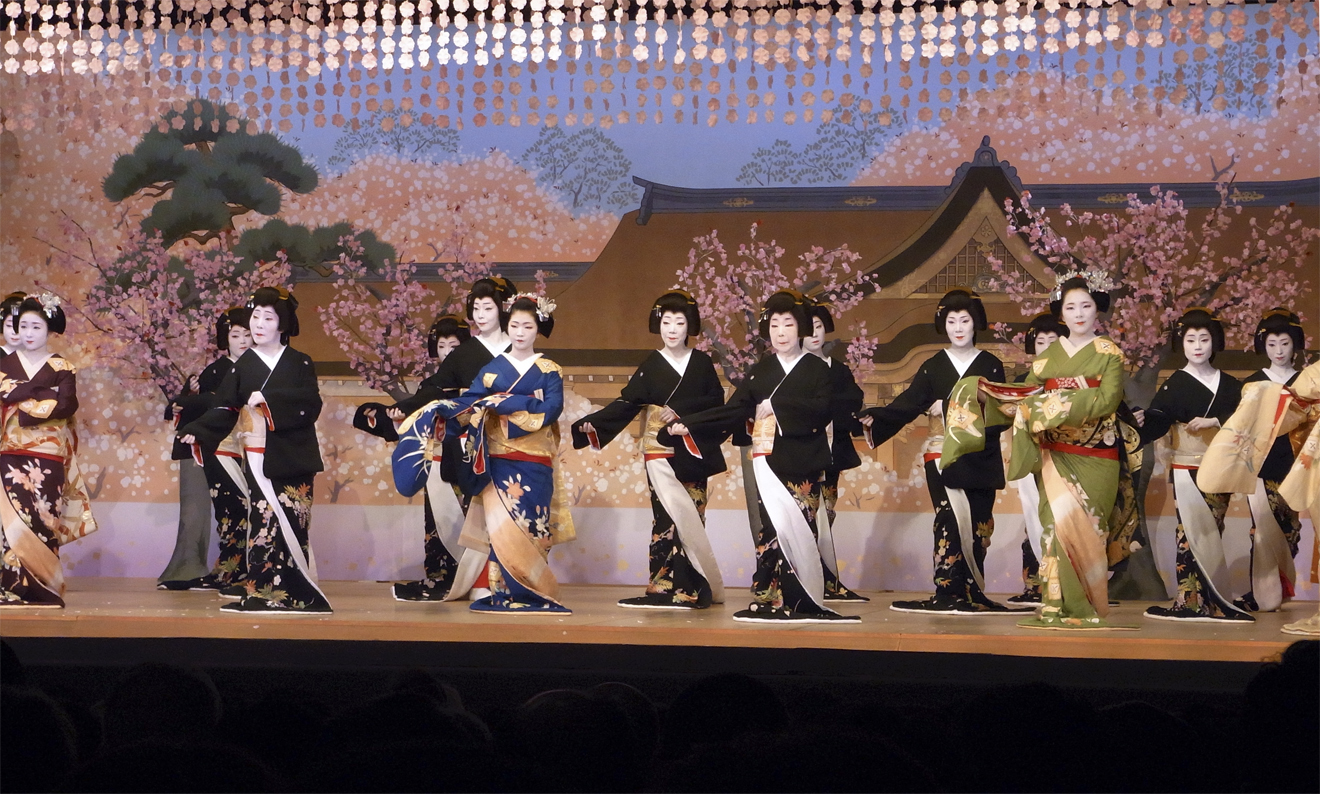
Représentation théâtrale à Kamishichiken
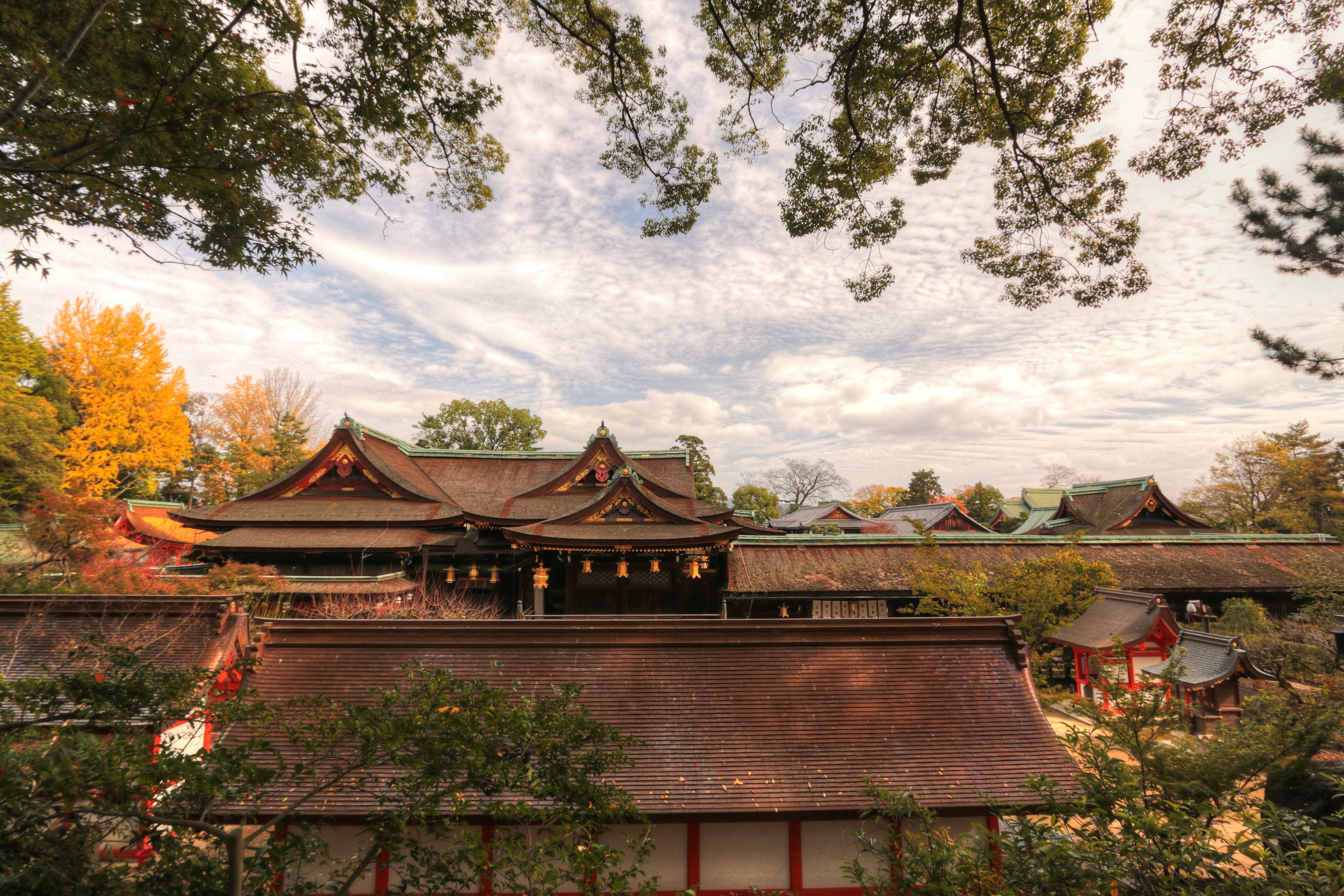
Paysage d'automne au Kitano Tenman-gū